# Made in Heaven (Freddie Mercury)
Made in Heaven è un singolo di Freddie Mercury del 1985, proveniente dall'album Mr. Bad Guy.
La prima versione della canzone venne registrata al pianoforte il 31 maggio 1984; Made in Heaven fu la principale traccia del disco, che doveva inoltre chiamarsi proprio con questo titolo. Pubblicato nel Regno Unito, in Giappone, in Germania, nei Paesi Bassi, in Spagna, in Portogallo, in Australia, in Nuova Zelanda e in Brasile, il singolo si classificò al 57º posto nella classifica britannica. La versione nipponica del singolo ebbe come B-side Living on My Own.
Dopo la morte di Mercury, Roger Taylor, John Deacon e Brian May, i restanti membri dei Queen utilizzarono la base di Mercury del 1985 e inserirono i loro strumenti, per comporre la versione di Made in Heaven del 1995, che venne inserita nell'omonimo album.

## Tracce
1. Made In Heaven (Mercury) - 4:43
2. Made In Heaven (Single Remix) (Mercury) - 3:59
3. She Blows Hot And Cold (Mercury) - 3:29